# Мария Елизавета Гессен-Дармштадтская
Мария Елизавета Гессен-Дармштадтская (нем. Marie Elisabeth von Hessen-Darmstadt; 11 марта 1656, Дармштадт — 16 августа 1715, Рёмхильд) — принцесса Гессен-Дармштадтская, в замужестве единственная герцогиня Саксен-Рёмгильдская.

## Биография
Мария Елизавета — дочь ландграфа Людвига VI Гессен-Дармштадтского и его супруги Марии Елизаветы Шлезвиг-Гольштейн-Готторпской, дочери герцога Фридриха III Шлезвиг-Гольштейн-Готторпского.
1 марта 1676 года в Дармштадте Мария Елизавета вышла за будущего герцога Генриха Саксен-Рёмхильдского, который на момент заключения брака правил в Саксен-Гота-Альтенбурге вместе со своими шестью братьями. В 1680 году они разделили наследство, и Генриху достался Рёмхильд, где Генрих проживал во дворце Глюксбург с 1676 года. Генрих очень любил свою супругу, называл её Марилиз и построил в её честь несколько роскошных сооружений, в том числе домик с гротом. Детей у Марии Елизаветы и Генриха не было, Генрих умер в 1710 году в долгах. За владения Саксен-Рёмхильда между братьями возник спор, который был урегулирован только в 1765 году. Мария Елизавета пережила мужа на пять лет.